# Parasmittina rimula
Parasmittina rimula är en mossdjursart som beskrevs av Tilbrook 2006. Parasmittina rimula ingår i släktet Parasmittina och familjen Smittinidae. Inga underarter finns listade i Catalogue of Life.